# Agustín Giay
Agustín Giay (San Carlos Centro, 16 gennaio 2004) è un calciatore argentino, difensore del Palmeiras.

## Caratteristiche tecniche
Trova la sua collocazione ideale come esterno destro, può giocare anche da terzino destro.

## Carriera

### Club
San Lorenzo
Cresciuto nel settore giovanile del San Lorenzo, nel 2020 firma il primo contratto professionistico con il Ciclón, valido fino al 2024. Esordisce in prima squadra il 19 aprile 2022, nella partita di Copa de la Liga Profesional vinta per 1-2 contro l'Unión (SF); il 9 luglio segna la prima rete in carriera, nell'incontro di Primera División vinto per 2-1 contro il Boca Juniors. Il 9 settembre seguente prolunga fino al 2025 con il club rossoblù.

#### Scomparsa del 10% del pass
Nel bilancio 2021/22 presentato ufficialmente dal San Lorenzo il 13 giugno 2023, risultava che l'istituzione argentina possedeva il 90% del pass di Agustín Giay, lasciando il restante 10% perso per completare i 100. Questi dati hanno attirato l'attenzione del Ciclón tifosi, perché Agustín (essendo membro giovanile del club) non aveva precedentemente fatto parte di un'altra entità professionale che potesse essere proprietaria della percentuale misteriosamente mancante. Questo evento è stato poi citato in giudizio dal Movete Boedo Movete (il movimento dei tifosi del club) all'Ispettorato Generale di Giustizia, il quale ha affermato che al Club erano stati causati gravi danni materiali. Vale la pena ricordare che il bilancio 2020/21 (quello precedente) prevedeva il possesso assoluto dell'intero record del giocatore, perso nel corso di quei due anni. Questo era già successo ai dirigenti di Cuervo, all'epoca con Bautista Merlini e loro stessi sostenevano che si trattasse di un “errore di battitura”.
Palmeiras
Il 10 Luglio 2024 viene acquistato dal Palmeiras per 7 milioni di euro.

### Nazionale
Nel gennaio del 2023, è stato convocato dalla nazionale Under-20 argentina per il campionato sudamericano di categoria in Colombia.
Nel maggio dello stesso anno, è stato incluso dal selezionatore Javier Mascherano nella rosa partecipante ai Mondiali Under-20, organizzati in casa.

## Statistiche

### Presenze e reti nei club
Statistiche aggiornate al 15 giugno 2025.
| Stagione           | Squadra            | Campionato         | Campionato | Campionato | Coppe nazionali | Coppe nazionali | Coppe nazionali | Coppe continentali | Coppe continentali | Coppe continentali | Altre coppe | Altre coppe | Altre coppe | Totale | Totale |
| Stagione           | Squadra            | Comp               | Pres       | Reti       | Comp            | Pres            | Reti            | Comp               | Pres               | Reti               | Comp        | Pres        | Reti        | Pres   | Reti   |
| ------------------ | ------------------ | ------------------ | ---------- | ---------- | --------------- | --------------- | --------------- | ------------------ | ------------------ | ------------------ | ----------- | ----------- | ----------- | ------ | ------ |
| 2022               | San Lorenzo        | PD                 | 20         | 1          | CA+CdL          | 0+3             | 0               | -                  | -                  | -                  | -           | -           | -           | 23     | 1      |
| 2023               | San Lorenzo        | PD                 | 14         | 0          | CA+CdL          | 5+13            | 0               | CS                 | 9                  | 0                  | -           | -           | -           | 41     | 0      |
| gen.-lug. 2024     | San Lorenzo        | PD                 | 3          | 1          | CA+CdL          | 2+13            | 0               | CL                 | 6                  | 0                  | -           | -           | -           | 24     | 1      |
| Totale San Lorenzo | Totale San Lorenzo | Totale San Lorenzo | 37         | 2          |                 | 36              | 0               |                    | 15                 | 0                  |             | -           | -           | 88     | 2      |
| lug.-dic. 2024     | Palmeiras          | A1/SP+A            | 0+10       | 0          | CB              | 1               | 0               | CL                 | 1                  | 0                  | -           | -           | -           | 12     | 0      |
| 2025               | Palmeiras          | A1/SP+A            | 4+11       | 0          | CB              | 2               | 0               | CL                 | 3                  | 0                  | Cmc         | 1           | 0           | 21     | 0      |
| Totale Palmeiras   | Totale Palmeiras   | Totale Palmeiras   | 4+21       | 0          |                 | 3               | 0               |                    | 4                  | 0                  |             | 1           | 0           | 33     | 0      |
| Totale carriera    | Totale carriera    | Totale carriera    | 62         | 2          |                 | 39              | 0               |                    | 19                 | 0                  |             | 1           | 0           | 121    | 2      |